# Ascoliocerus barbatus
Ascoliocerus barbatus is een keversoort uit de familie kniptorren (Elateridae). De wetenschappelijke naam van de soort is voor het eerst geldig gepubliceerd in 1887 door J. R. Sahlberg.